# Babol
Babol (perz. بابل) je grad u sjevernom Iranu odnosno pokrajini Mazandaran. Prema popisu stanovništva iz 2006. godine u Babolu je živjelo 201.335 ljudi.

## Zemljopisne značajke
Babol je zemljopisno smješten uz obalu rijeke Babol-Rud(kod ušća pritoke Rud-e Hardun) na nadmorskoj visini od −1 m. Od pokrajinskog sjedišta Sarija udaljen je 35 km zapadno, od Amola 30 km istočno, od Kaemšahera 15 km sjeverozapadno, te 15 km južno od Babolsara odnosno Kaspijskog jezera. Klima na širem području klasificira se kao kaspijski podtip sredozemne klime koju karakterizira visoka relativna vlažnost zraka i količina padalina iznad 1000 mm godišnje. Babol se zajedno s pripadajućim Babolskim okrugom nalazi u središnjem dijelu Mazandarana, a veći gradovi okruga su Amirkola, Galugah, Gatab, Huš-Rudpej, Marzikola i Zargarmahale.

## Povijest
Babol je u početku bio malo trgovačko mjesto o čemu svjedoči i njegovo staro ime Barforuš (dosl. [mjesto] prodaje tereta) koje je nosio do 1927. godine. Još ranije, naselje je nosilo ime Mamtir i počelo se razvijati tijekom safavidskog razdoblja (16. − 18. st.) s obzirom na to da je bilo jedno od omiljenih prebivališta šaha Abasa Velikog koji je dao sagraditi Bag-e šah (dosl. Kraljevski vrt) ili Bag-e Eram (dosl. Rajski vrt). Ipak, mjesto je ostalo tek malenim selom sve do kadžarskog razdoblja (18. − 20. st.). Talijanski putopisac P. Della Valle opisao ga je 1627. običnim selom. Ubrzani razvoj Barforuša počeo je krajem 18. odnosno ranog 19. stoljeća zbog rasta populacije na širem kaspijskom području i dobrih komercijalnih veza s Ruskim Carstvom (krajem 19. stoljeća Rusija je ovdje imala komercijalni konzulat). Godine 1822. škotski putopisac J. B. Fraser opisao je Barforuš vrlo atraktivnim mjestom čija je veličina usporediva s Isfahanom, a stanovništvo mu je procjenio na 70.000.
Fizičko-zemljopisne pogodnosti grada bile su pozicija na središnjem dijelu plodnih ravnica i blizina kaspijske obale (rijekom Babol-Rud prometovala su i manja plovila). Glavni privredni proizvodi bili su riža, pamuk, svila, drvo i proizvodnja raznih strojeva. Tijekom nekoliko kratkih razdoblja bio je i pokrajinskim sjedištem, a 1830-ih pogođen je kugom i populacija mu je reducirana. Već krajem istog stoljeća ponovo se popela na 30−40.000 i bio je najveći grad u Mazandaranu. U ovo doba u gradu je živjela relativno velika zajednica Bahaja i 750 Židova. Tijekom vladavine pahlavijske dinastije Barforuš je preimenovan u Babol, a njegov se razvoj odvijao bitno sporije u odnosu na obližnje gradove s obzirom na to da nije bio priključen na transiransku željeznicu pa je od međunarodnog degradiran u područno trgovačko središte. Ipak, ostao je najvećim gradom u kaspijskom priobalju sve do sredine 20. stoljeća − prema popisu stanovništva iz 1956. imao je 36.194 stanovnika, ali već prema popisu iz 1976. bilo je vidljivo da su ga populacijski premašili Gorgan, Sari i Amol (deset godina kasnije i Kaemšaher). Tijekom 2000-ih godina Babol je povratio status drugog najvećeg grada Mazandarana.

## Arhitektura
S obzirom na to da je dugo vremena bio najvećim gradom u Mazandaranu, Babol obiluje povijesnim građevinama i spomenicima. U 13. stoljeću zemljopisac Jakut al-Hamavi opisao je gradsku sabornu džamiju, a povjesničar Ibn Isfandijar pisao je o posjetu grobnici Hasana (r. Mahdija Mamtirija). Početkom 20. stoljeća H. L. Rabino nabrojio je 63 gradske četvrti, 26 džamija, osam medresa, 31 takiju, tri grobnica, 44 karavan-saraja, 36 hamama, 1471 trgovinu i niz osnovnih škola. Također, opisao je i kraljevski vrt na jugozapadu grada. Danas se najvažnijim spomenicima smatraju imamzada iz 15. stoljeća na istoku (4 km od Kaemšahera), te jedna u središtu grada (iranski nacionalni spomenici br. 67. i 342.). Oba objekta izgrađena su od cigle, oktogonalnog su oblika odnosno piramidalnog krova i povezane su s pravokutnim molitvenim dvoranama. Prva imamzada sadrži natpise iz 1470. koji opisuju grob sultana Muhamed-Tahira (r. Musa Kazem), amira Mortazu Huseinija kao voditelja izgradnje, te Šams al-Dina (r. Nasralah Motaharija) kao arhitekta. Druga imamazada izgrađena je 20 godina kasnije i njen natpis spominje Ahmada Sarijskog kao graditelja. Najstariji islamski objekti seži u 11. stoljeće odnosno razdoblje vladavine dinastije Bavandida, a prepoznatljivi su po kružnim oblicima s mukarnasima podno stožastih krovova. Natpisi na pahlaviju i dekoracije mukarnasa ukazuju na neke drevne tradicije iz iranske umjetnosti. Nakon 15. stoljeća objekti su uglavnom poligonalni s kompozitnim vijencima, slijepim arkadama i velikim pravokutnim molitvenim dvoranama (kao što je slučaj s dvije spomenute babolske imamzade), a tradicija gradnje takvih objekata nastavila se kroz sljedećih 200 godina. Jedno od obilježja babolskih građevina su i bogato ukrašena drvena vrata i kenotafi čiji se ostaci danas mogu naći u muzejima diljem Irana, Europe i SAD-a. Relativna zemljopisna izoliranost Mazandarana doprinijela je očuvanju nekih mjesnih graditeljskih tradicija pa se tako ovi mali jednostavni tornjevi u potpunosti razlikuju od istodobnog azari stila iranske arhitekture prisutnog u Horasanu i Transoksaniji tijekom timuridskog razdoblja kojeg karakteriziraju sofisticirana nasvođenja, gomoljaste kupole, te svjetlucave pločice i štukature. U Babolu također postoji i stari bazar, a grad je generalno specifičan po brojnim tradicionalnim skladištima (hanovi) iz kadžarskog razdoblja kakvih danas nema u ostatku regije.

## Stanovništvo
| Godina | Pop.    | Izvor        |
| ------ | ------- | ------------ |
| 1822.  | 70.000  | J. B. Fraser |
| 1890.  | 35.000  | Iranica      |
| 1956.  | 36.194  | Popis        |
| 1966.  | 49.973  | Popis        |
| 1976.  | 68.059  | Popis        |
| 1986.  | 115.320 | Popis        |
| 1996.  | 158.346 | Popis        |
| 2006.  | 201.335 | Popis        |

## Gospodarstvo
Gradska privreda Babola tradicionalno se temelji na trgovini odnosno uslužnom sektoru. Babolu gravitiraju deseci poljoprivrednih naselja koji su poznati po proizvodnji voća, prvenstveno naranči, limuna i mandarina. Također se proizvode i riža, čaj, duhan i pamuk. Prehrambena i tekstilna industrija uglavnom je locirana na sjevernim i južnim gradskim periferijama.

## Promet
Najvažnije međugradske prometnice u Babolu su brza cesta 22 koja ga spaja s obližnjim Amolom, Kaemšaherom i Sarijem odnosno cijelim kaspijskim priobaljem i Horasanom, te mjesna brza cesta koja ga prema sjeveru povezuje s Amirkolom, obalnim Babolsarom i lukom u Ferejdunkenaru. Iz grada se račva još pet mjesnih cesta od čega tri prema jugu i jugozapadu odnosno dvije prema sjeveroistoku. Oko 10 km sjeverno od grada nalazi se Zračna luka Babolsar koja nudi nacionalne letove, a 50-ak km istočno Zračna luka Dašt-e Naz u kojem se odvija područni promet. Najbliža željeznička postaja nalazi se u Kaemšaheru oko 15 km jugoistočno i povezuje Mazandaran s Gorganom na istoku odnosno Garmsarom na jugu. Rijeka Babol-Rud plovna je isključivo za manje brodove, a promet preko nje odvija se preko četiri gradska mosta. Glavne gradske prometnice su avenije Talekani, Habibi, Vali-je Asr, Imam Reza, Tabarsi, Modares, Džanbazan, Navab Safavi i Ali Šarijati.

## Obrazovanje
U Babolu postoji šest sveučilišta:
- Tehnološko sveučilište Novširvani
- Sveučilište medicinskih znanosti
- Mazandaransko sveučilište znanosti i tehnologije
- Sveučilište Pajam Nur
- Islamsko slobodno sveučilište
- Sveučilište Sama

## Šport
U Babolu je aktivno Športsko društvo BEEM Mazandaran koje obuhvaća košarkaški i odbojkaški tim. Oba igraju u gradskoj areni Šahid Sodžudi. Košarkaški tim aktivno sudjeluje u iranskoj superlizi i u njemu je igralo sedam američkih košarkaša među kojima je najpoznatiji Josh Moore. Gradski nogometni stadion nalazi se kod trga Mejdan-e Velajat, a na jugu grada nalaze se još četiri dodatna igrališta koja služe mjesnim klubovima iz područnih liga.

## Veze
- Mazandaran

## Vanjske poveznice
- Službene stranice grada Babola  Arhivirana inačica izvorne stranice od 13. veljače 2021. (Wayback Machine)

Ostali projekti
|  | Zajednički poslužitelj ima još gradiva o temi Babol |